# Makoto Sugimoto
Makoto Sugimoto (født 27. oktober 1987) er en japansk fodboldspiller.